# Odilon Redon
Bertrand-Jean Redon, meglio conosciuto come Odilon Redon (Bordeaux, 20 aprile 1840 – Parigi, 6 luglio 1916), è stato un pittore e incisore francese.
È considerato il maggiore rappresentante del simbolismo in pittura.

## Biografia

### Infanzia e gioventù
Bertrand-Jean Redon, chiamato Odilon dal nome della madre, nacque in una famiglia benestante il 20 aprile 1840 a Bordeaux, da Bertrand Redon e Marie-Odile Guérin, secondogenito di cinque figli: Ernest, Odilon, Marie, Leo e Gaston. Ernest di pochi anni più grande, musicista e bambino prodigio che Odilon sentiva suonare dalla culla, Gaston, nato nel 1853, in un primo tempo si dedicò alla pittura, poi diventò architetto del Louvre e delle Tuileries. A causa della sua costituzione gracile Odilon, ad appena due giorni di vita, venne affidato alle cure di una nutrice e del suo zio nella proprietà familiare di Peyrelebade, nella campagna del Médoc, dove trascorse la maggior parte della sua infanzia, lontano dai suoi genitori.
Nel 1846, dopo più di un anno di una grave malattia che gli provocava crisi di tipo epilettico, venne portato in pellegrinaggio alla Madonna di Verdelais, dove verrà condotto altre due volte, fino ai dieci anni e il suo caso rientra tra le 133 guarigioni miracolose avvenute in quel luogo tra il 1819 e il 1883. Questo fatto venne annotato nell'apposito registro della basilica, pertanto possiamo sapere che Odilon aveva "una malattia molto grave che provocava nel cervello del bambino numerose crisi quotidiane di tipo epilettico, che lasciavano momenti di assenza morale" e che nel 1850 fu ancora a Notre Dame di Verdelais per ringraziare la Madonna e attestare la guarigione. Redon dal 1851 iniziò a vivere con la sua famiglia.

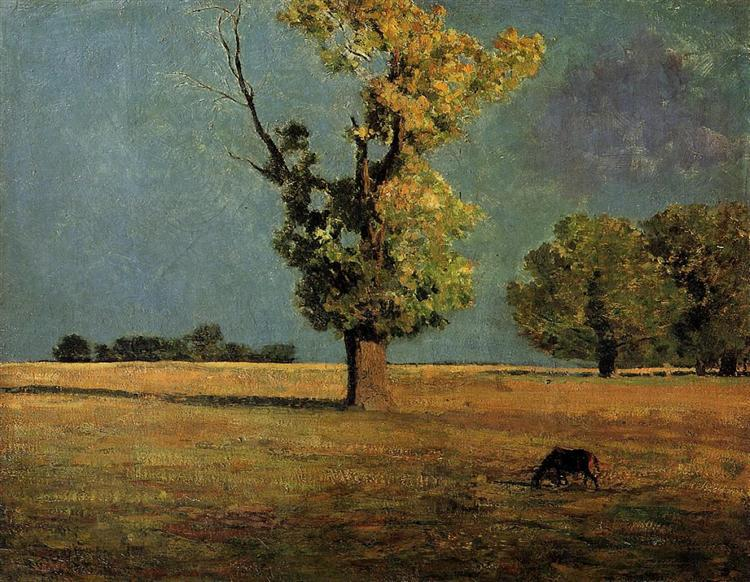
Odilon Redon, Paesaggio di Peyrelebade, 1868, olio su tela, Parigi, Museo d'Orsay

I medici, a causa della sua fragilità fisica e psicologica, sconsigliarono per Odilon qualsiasi "sforzo cerebrale"; perciò non verrà mandato a scuola e inizierà gli studi più tardi. Oltre ai problemi di salute a segnarlo furono il tempo che trascorse libero nella campagna, tra la solitudine di boschi e lande, come anche le musiche di Beethoven, Bach e, più tardi, Berlioz, Schumann e Chopin. Nel 1862 la famiglia lo spinse a provare gli studi in architettura all'Ecole des Beaux-Arts di Parigi, ma non riuscì a superare l'esame per accedervi. A quindici anni iniziò a studiare disegno come allievo del paesaggista romantico Stanislas Gorin, che gli fece conoscere le opere di Delacroix, Corot e Moreau, però a causa delle difficoltà relazionali con il maestro, Odilon abbandonò la frequentazione del suo atelier.
Tornò a Bordeaux e nel 1860 cominciò a esporre al Salon des Amis des Arts, ma determinante per la sua formazione fu l'incontro con l'incisore Rodolphe Bresdin, che gli fece conoscere la grandezza dell'opera di Dürer e Rembrandt. L'amico e botanico Armand Clavaud trasmise invece a Odilon la passione per i fiori, per la fisiologia vegetale, gli fece scoprire il mondo visionario che emerge dal microscopio. Inoltre lo iniziò alle teorie di Charles Darwin e all'opera di Baudelaire, Poe e Flaubert, ai quali l'artista dedicherà successivamente delle raccolte litografiche. Dal 1864 si recò saltuariamente a Parigi e in questo periodo dipinse, incise, copiò dall'antico. Passò l'estate del 1868 a Barbizon, dove conobbe Corot.

### Periodo deinoirs

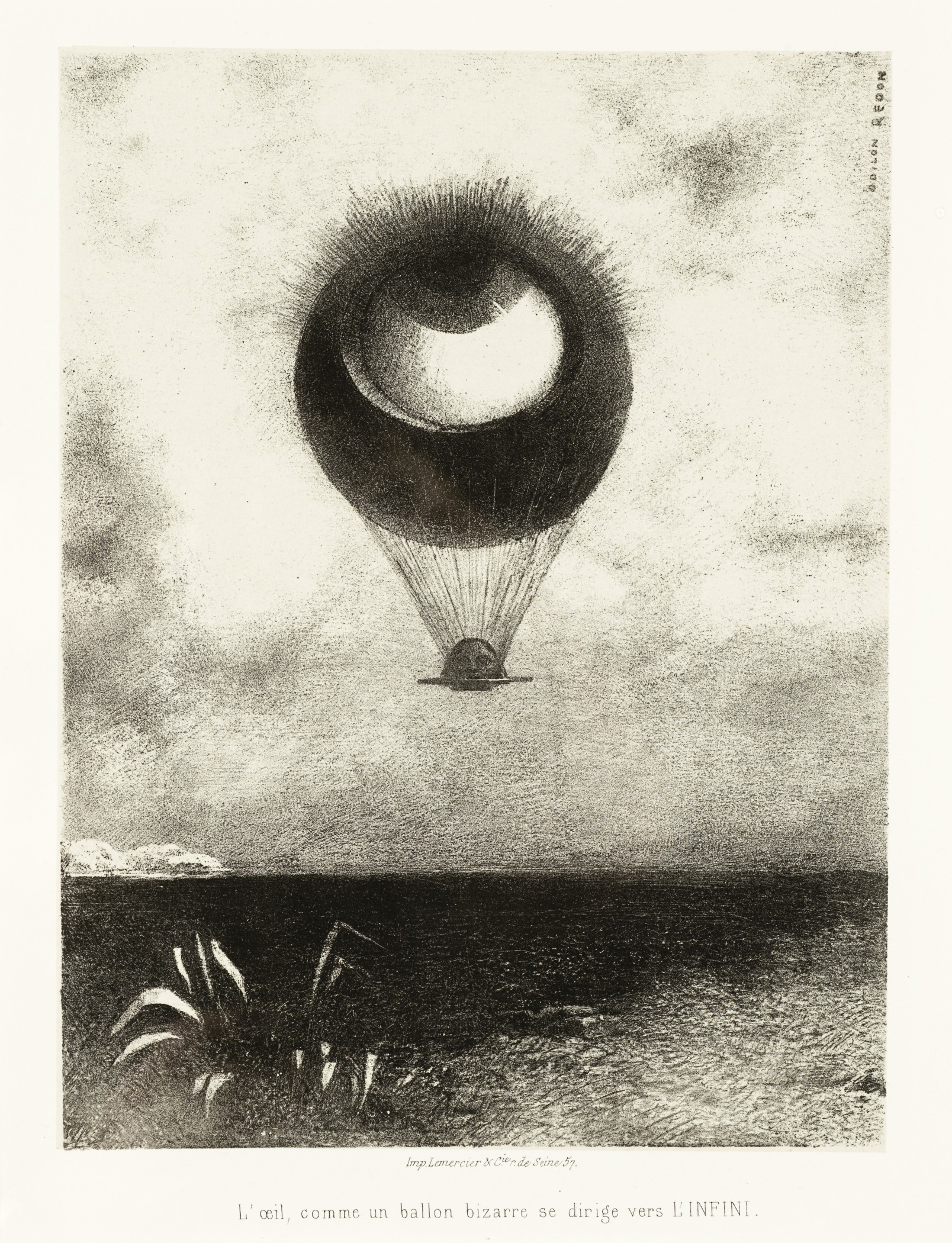
Odilon Redon, L'occhio, come un pallone bizzarro, si dirige verso l'infinito, litografia per la raccola A Edgar Poe, Los Angeles County Museum of Art

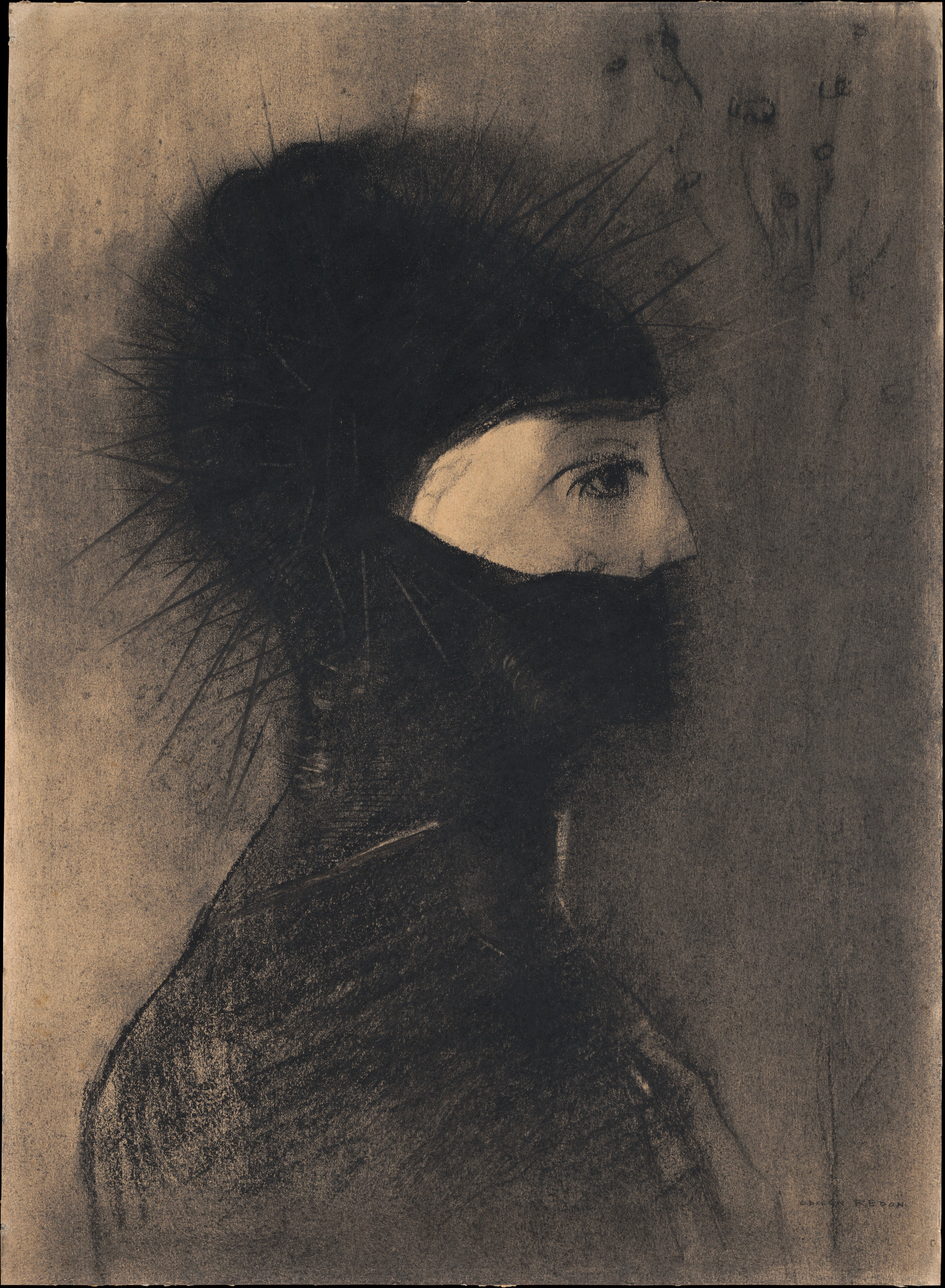
Odilon Redon, Armatura, 1891, carboncino e matita, 50,7 x 36,8 cm. Metropolitan Museum of Art, Manhattan

La sua originalità emerse dopo i trent'anni, ovvero dopo la partecipazione volontaria alla guerra franco-prussiana nel 1870.
Prese un piccolo studio a Parigi, eseguì copie dal Louvre e si interessò di osteologia e botanica, indagando la correlazione tra le strutture di ogni creatura, per poi rielaborarle con la fantasia in disegni a matita o carboncino.
(O. Redon, Lettera a Edmond Picard, 15 giugno 1894)
Entrò in contatto con Gustave Moreau: fu in questo periodo che Redon si avvicinò alle tematiche simboliste, arrivando alla conclusione che la vera dimensione dell'arte è il sogno, che permette all'artista l'esplorazione di un fantastico mondo interiore. In contrapposizione al contemporaneo impressionismo, Redon rifiutò, nelle sue prime creazioni, l'uso del colore, privilegiando i disegni e le litografie, che espose al Salon dal 1867 al 1889.
Le opere in bianco e nero di questo periodo, che ci parlano di un mondo inquietante in cui affiorano mostri, demoni, figure alate e teste mozzate, sono chiamate noirs.
Il suo primo album di litografie, intitolato Nel sogno (1879), inaugurò la serie detta appunto dei noirs, cui seguiranno A Edgar Poe (1882), Le origini (1883), Omaggio a Goya (1885), La notte (1886), le tre serie per La tentazione di sant’Antonio di Flaubert (1888, 1889, 1896), L'Apocalisse di san Giovanni (1899, commissionatogli da Ambroise Vollard), I fiori del male (1890), Sogni (1890, dedicato all’amico e maestro Armand Clavaud, suicidatosi quell'anno).
I suoi artisti preferiti (Francisco Goya, Edgar Allan Poe, Charles Baudelaire) e le sue amicizie (Paul Gauguin, Stéphane Mallarmé, André Gide) collocano Redon nell'ambito di quel simbolismo del quale fu un precursore e uno dei più autentici rappresentanti in campo figurativo. Nella sua produzione s'intrecciano miti classici e orientali a temi tipici del suo tempo, pieni di ambiguità basata sullo strano, sul bizzarro, sul chimerico e sul grottesco che non mancò di suscitare l'interesse dei surrealisti; ma fu soprattutto l'amicizia con il poeta Stéphane Mallarmé che permise a Redon di ampliare e approfondire in chiave decadente i temi dei suoi dipinti.
Il 1º maggio 1880, a 40 anni, sposò Camille Falte, una creola originaria dell'Ile-Bourbon (in seguito sarà ribattezzata isola di Réunion), alla quale fu estremamente legato e che lo aiuterà curando i rapporti con la stampa e i mercanti d'arte. Ebbero due figli: il primo, Jean, nel 1886, morì pochi mesi dopo la nascita, e il secondo, Arï, nacque nel 1889.
Nel 1886 espose all'ultima mostra degli impressionisti, ormai tale solo di nome.
Nel 1889 conobbe il gruppo dei pittori Nabis: dopo la partenza di Paul Gauguin per la Polinesia, i Nabis cercarono il loro nuovo maestro in Redon, considerandolo uno dei precursori del simbolismo.

### Periodo del colore
(Marius-Ary Leblond, "Odilon Redon. Il meraviglioso nella pittura", La Revue Illustrée, 20 febbraio 1907, n°5 )

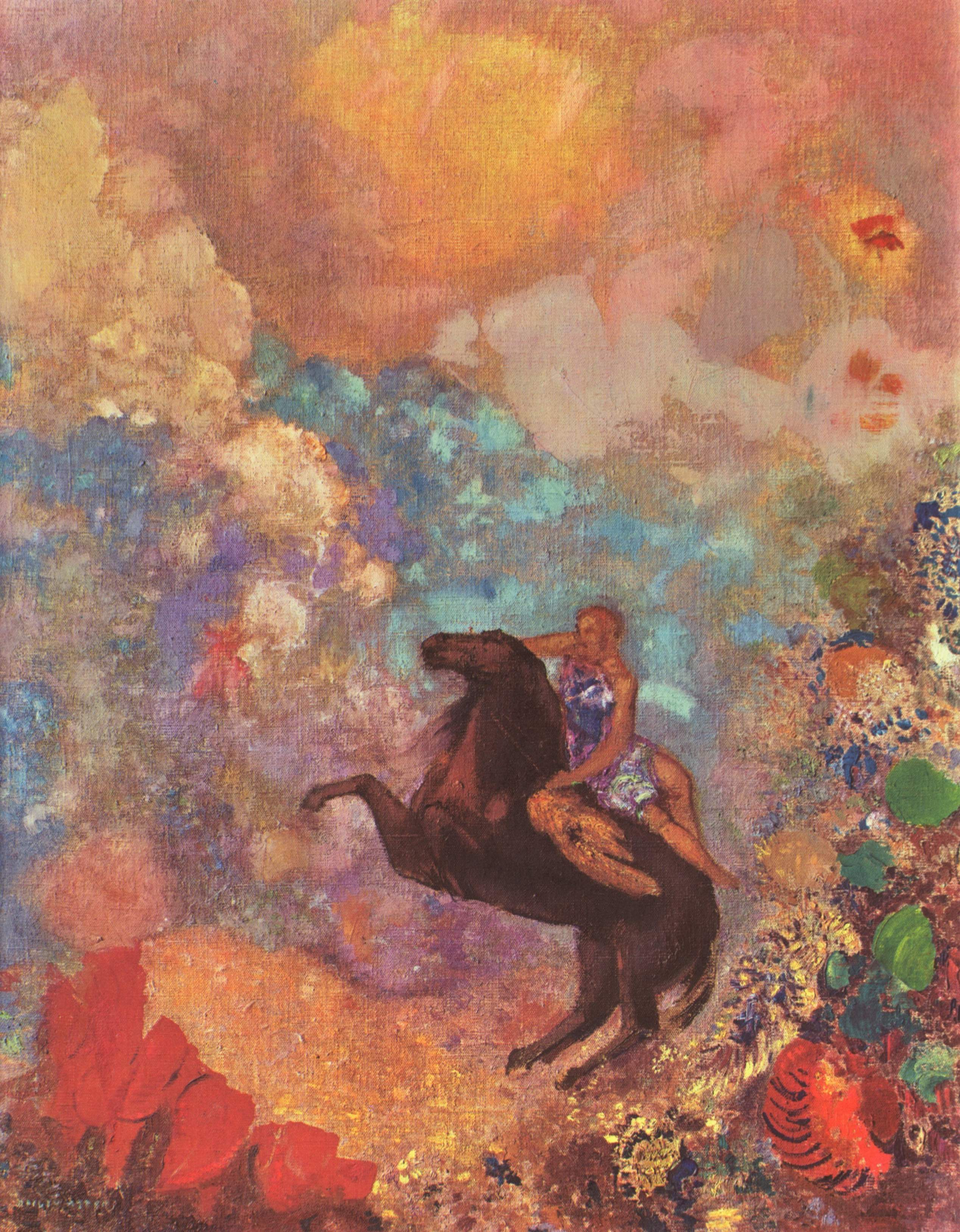
Odilon Redon, Pegaso e le Muse, 1900, olio su tela, Parigi, Collezione privata

A partire dal 1889 mise in secondo piano i disegni e le litografie per dedicarsi maggiormente alla pittura, usando gli olî, i pastelli e gli acquerelli, per fare scaturire l'irrazionale e il mistero dai più semplici soggetti, spesso da un semplice mazzo di fiori. Legato a questo tema vi fu la profonda amicizia con il botanico Armand Clavaud e con il pittore Henri Fantin-Latour; ma mentre l'approccio di quest'ultimo è fondamentalmente realistico, Redon filtra la realtà attraverso la memoria e l'immaginazione, dando alla sua composizione una valenza evocatrice che va al di là dell'aspetto esteriore dei fiori.
Negli anni successivi Redon ritornò regolarmente su questo tema e dal 1900 inserì le nature morte floreali, da sole o sullo sfondo di altri quadri, in tutte le esposizioni a cui prese parte. Questi dipinti, che testimoniano la sua predilezione per il sogno e la fantasia, furono i primi ad avere una certa popolarità al di fuori degli ambienti delle avanguardie simboliste.
È stato scritto che  con Odilon Redon il sogno diventa il l'oggetto dell'arte, oltre Cezanne che, nella stessa epoca, aveva ridefinito la realtà. «La pittura non sarà più unicamente ciò che si vede, bensì ciò che si pensa, ciò che si immagina, ciò che l'intelletto e il sogno inventano».
In questi anni partecipò alle mostre del gruppo di artisti noto come Les XX - che si era formato a Bruxelles, dopo la dissoluzione del gruppo di artisti d'avanguardia La Chrysalide - e a numerose esposizioni in Francia e all'estero, tra cui l'importante retrospettiva del 1904 al Salon d'Automne, dove gli venne interamente dedicata una sala, con sessantadue sue opere.

#### Le decorazioni

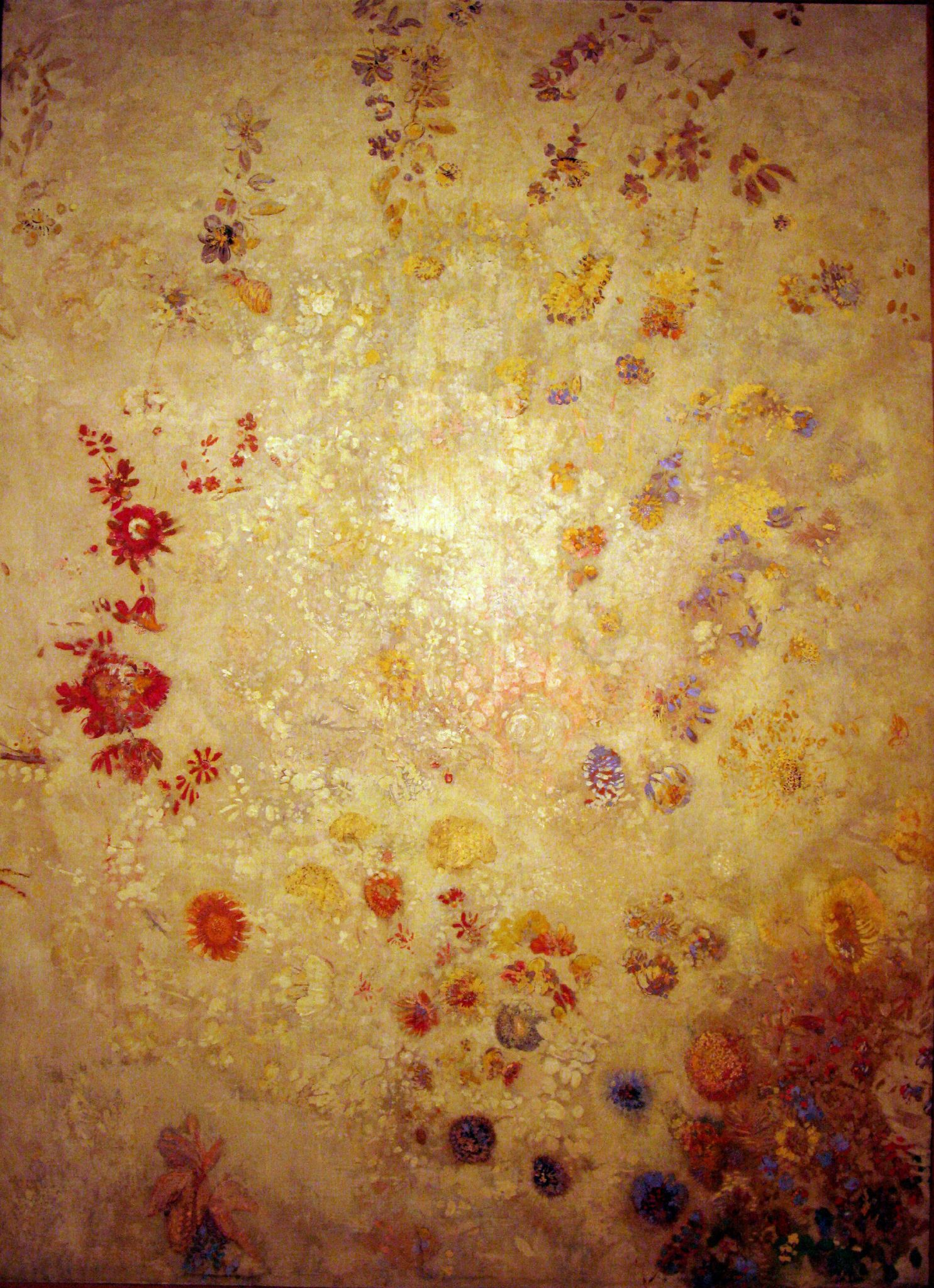
Odilon Redon, Pannello decorativo, 1902. Rijksmuseum (Amsterdam)

Dal 1900 Redon affrontò le grandi superfici, realizzando dei pannelli per il castello nella Yonne del barone Robert de Domecy. Redon scrisse in proposito, all'amico Albert Bonger «Rivesto le pareti di una sala da pranzo con fiori, fiori da sogno, fauna immaginaria; tutto questo in grandi pannelli, lavorati con po' di tutto, la tempera, l'aoline, l'olio e perfino il pastello da cui ho ottenuto, in questo momento, un ottimo risultato, un pastello gigante.»
Nel 1902 progettò la decorazione per la sala da musica della dimora parigina della vedova del compositore Ernest Chausson, nel 1908 ebbe commissioni da parte della Manifattura dei Gobelins, per la realizzare cartoni preparatori alla tappezzeria.
Tra le commissioni pubbliche vi fu nel 1910 la decorazione della biblioteca dell'abbazia cistercense di Fontfroide, non distante da Montpellier, dove Redon realizzò per Gustave Fayet la sua più grande decorazione, con i temi della notte e del giorno dipinti su due pareti opposte, riepilogo del proprio percorso tra sogno e rivelazione.
Redon morì a Parigi il 6 luglio 1916.
Nel 1922 venne pubblicata a Parigi da Henri Floury A se stesso (À soi-même), una raccolta di scritti autobiografici di Redon, composti dal 1867 al 1915.

## Stile e contenuti

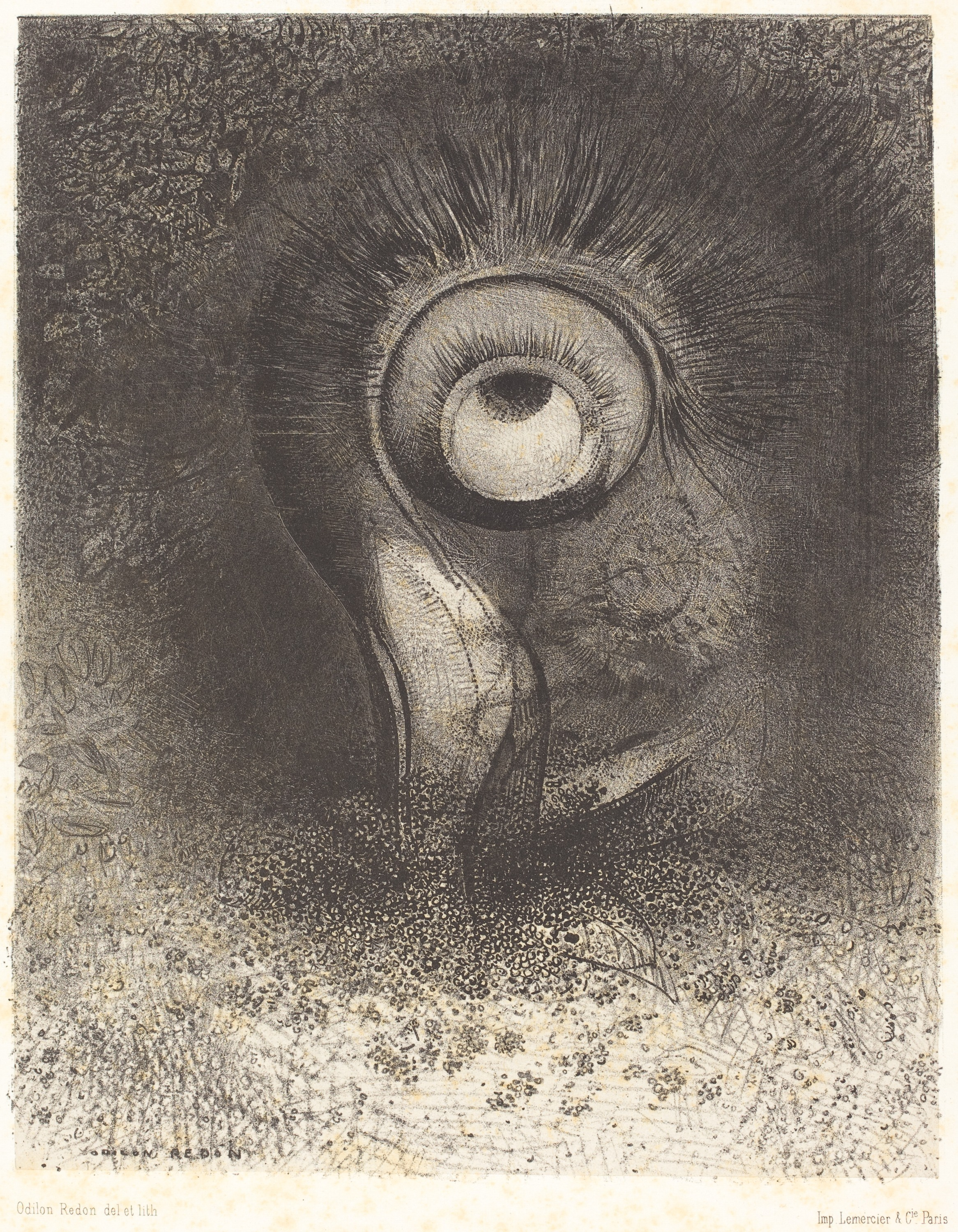
Odilon Redon, Potrebbe esserci stata una prima visione sperimentata nel fiore, litografia, 1883, da Le origini. National Gallery of Art, Washington D.C.

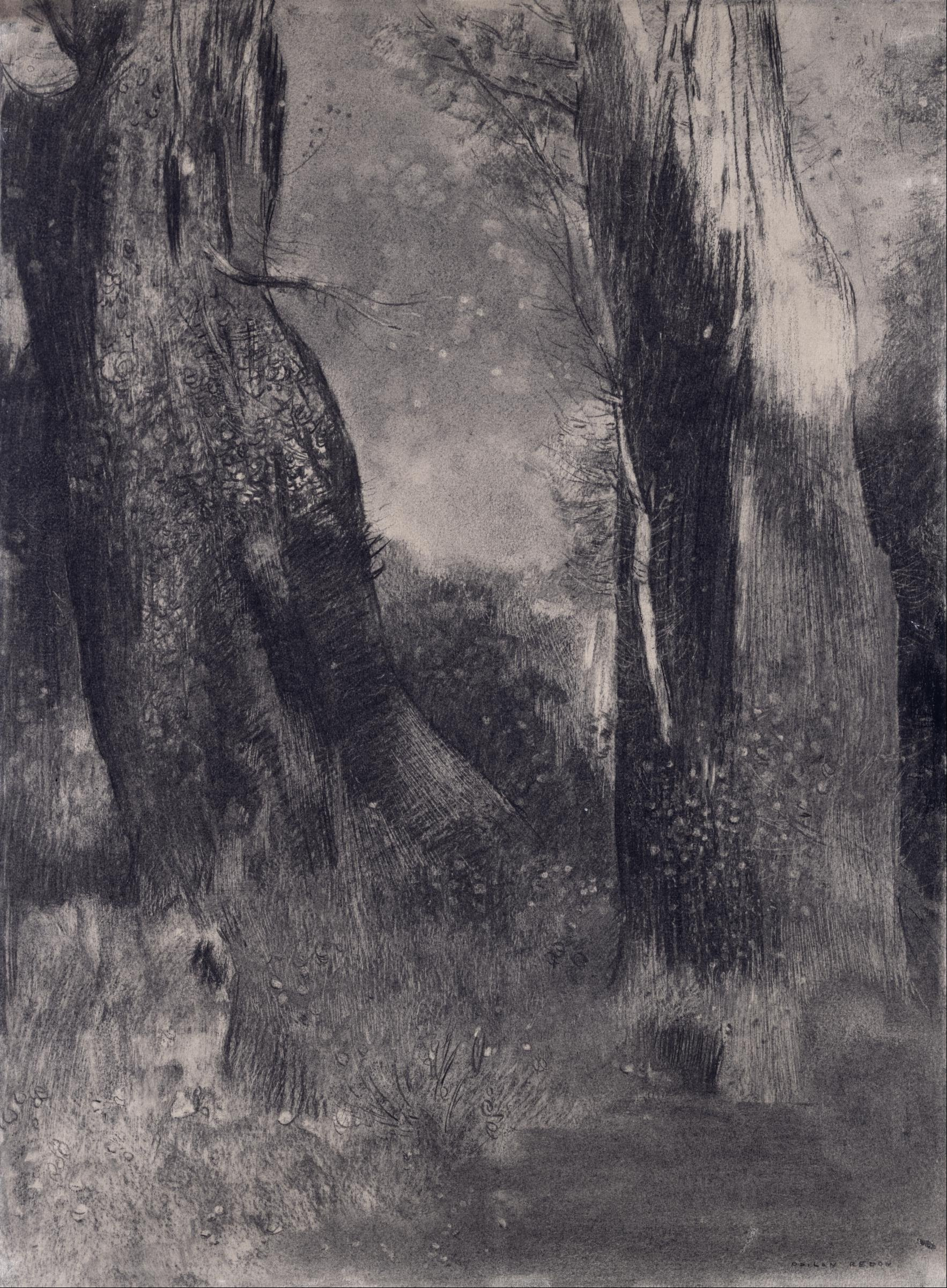
Odilon Redon, Gli alberi, 1890, carboncino su carta. Houston Museum of Fine Arts

### Il sogno
Nel simbolismo vi è una parola-chiave, che compare insistentemente: sogno. Per Redon esso è l'intima realtà, che come un sogno appare confusa, ma solo perché non ancora espressa: ed è proprio l'esprimerla che la definirà.
(O. Redon, A se stesso)
Il suo primo album litografico, Nel sogno (Dans le rêve), del 1879, tirato in venticinque esemplari, comprende una serie di immagini fantastiche e ispirate alle opere di Moreau, con l'influenza di Poe e Baudelaire ed esplicitamente antirealista.

### L'angoscia
Il lavoro artistico di Redon nel periodo dei Noirs è intriso da un umore melanconico, triste e angoscioso, che emerge sia dalle tematiche affrontate che dalla resa in suggestive e indeterminate immagini antinaturalistiche. Queste sue opere echeggiano un'oscurità interiore memore di Baudelaire e del macabro di Poe.
La notorietà giunse a Redon grazie allo scrittore Joris-Karl Huysmans, che nel suo romanzo Controcorrente (À rebours) annovera le sue opere nella raffinata collezione del protagonista Des Esseintes, assurgendole, insieme a quelle di Moreau e di Bresdin, all'Olimpo dell'estetismo intellettuale della sensibilità decadente. Nell'abitazione dell'eccentrico e solitario Des Esseintes, dove può trovarvi posto, come scrive Huysmans «una pittura sottile, squisita, immersa in un sogno remoto, in una corruzione antica» i carboncini di Redon sono opere «al di fuori di tutto, che oltrepassano i limiti della pittura, rinnovando un fantastico del tutto speciale, un fantastico di malattia e di delirio».

### La gioia

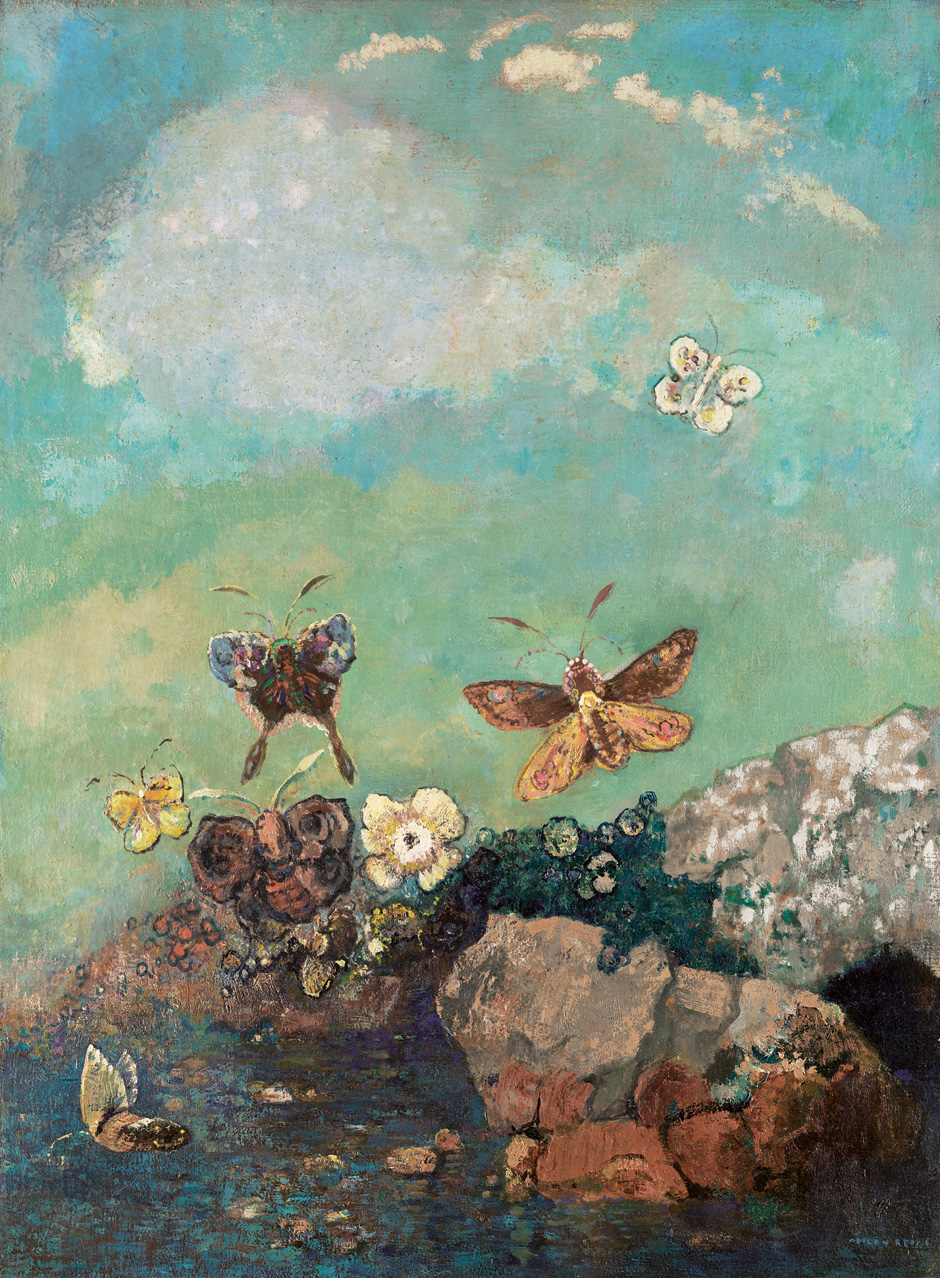
Odilon Redon, Farfalle, 1910, olio su tela. Museum of Modern Art, New York

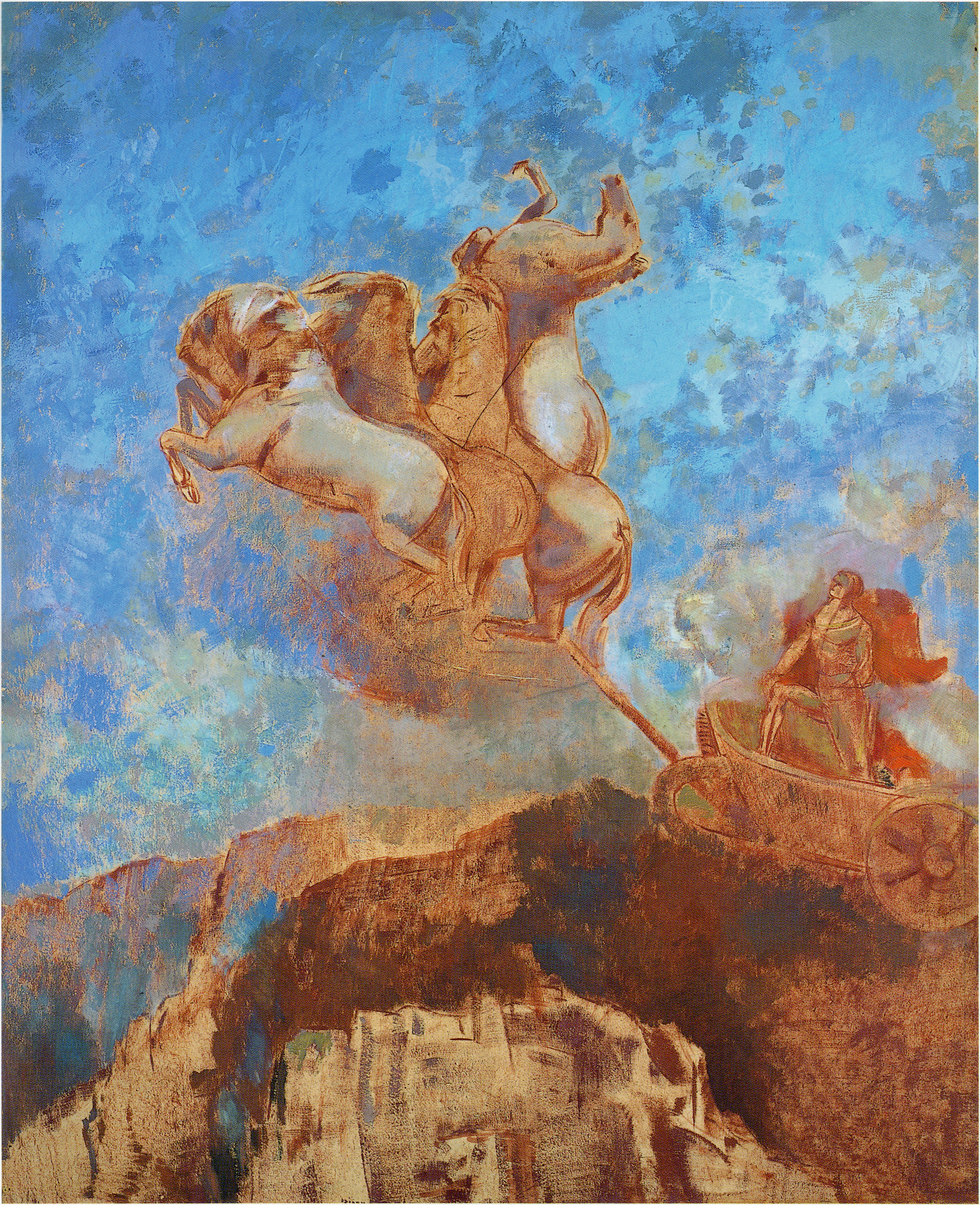
Odilon Redon, Il Carro di Apollo, 1909, olio su cartone. Musée des Beaux-Arts (Bordeaux)

Dopo un cambiamento psicologico legato alla nascita del suo secondo figlio, Redon scoprì le infinite suggestioni del colore e non riuscirà a tornare al carboncino:
(O. Redon, Lettera a Maurice Fabre, 1902)
Mentre il colore comincia a fare la sua apparizione nei dipinti, anche i temi iconografici si rinnovano, in un tripudio di fiori, farfalle, barche, motivi mitologici e letterari.
Le sue opere continueranno a sprigionare un'atmosfera di mistero e i suoi fiori a fluttuare in un'atmosfera irreale.

## Considerazioni di Redon sulla propria arte
A se stesso si conclude con uno scritto in cui l'artista si spiega e riassume, indicando le «tre fonti, tre cause» dell'opera d'arte:
- La tradizione

Gli uomini di genio ci hanno lasciato opere d'arte, vita morale e intellettuale dell'umanità, attraverso cui riconosciamo la nostra nobiltà e grandezza, perciò gli insegnanti, esigenti alleati della bellezza e dell'ideale, hanno la missione di conservare questa sacra eredità.
- La realtà

La natura è un mezzo per esprimere e comunicare sentimenti, che senza di essa non potrebbero apparire nella luce pura della sua più alta espressione, ma astratti.
- L'invenzione personale

L'intuizione originale cerca sostegno nel passato e nel presente, per dare all'opera un temperamento in evoluzione, che si rinnovi con i nuovi mezzi espressivi che scaturiscono dal progresso.
Un'opera d'arte per essere compresa necessita del giusto tempo ed «è raro che la gloria si sviluppi liberamente attorno al genio, soprattutto nella nostra epoca, in cui ogni artista cerca in solitudine la propria strada, senza altro iniziatore al proprio sogno che se stesso.» (1887)

## Omaggi
- Redon viene citato da Leonardo Sciascia nel romanzo Todo modo.
- Redon viene citato da Joris-Karl Huysmans nel romanzo Controcorrente.
- Redon viene citato da Gilly Macmillan nel romanzo thriller "9 giorni".
- Redon viene citato da Roberto Bolano nel romanzo "2666".
- Redon viene citato da Georges Simenon nel romanzo "L'angioletto".

## Musei
Elenco dei musei che espongono opere dell'artista:
- Gifu museo della Prefettura, Giappone (collezione permanente e esibizione temporanea monografica su Redon nell'anno 2022).
- Collezione Bührle di Zurigo
- Indianapolis Museum of Art
- Van Gogh Museum di Amsterdam
- National Gallery of Art di Washington
- Museo d'Orsay di Parigi
- Museo di Belle Arti di Bordeaux
- Rijksmuseum (Museo Statale di Amsterdam)
- Schlossmuseum Linz, Austria
- Biblioteca nazionale di Francia, Parigi, Francia
- Metropolitan Museum of Art, New York, Stati Uniti
- National Gallery of Art, Washington, D.C., Stati Uniti
- Houston Museum of Fine Arts, Huston, Stati Uniti
- Museum of Art, Hakone, Giappone
- Fitzwilliam Museum, Cambridge, Regno Unito
- Villa Flora Winterthur, Winterthur, Svizzera
- Cleveland Museum of Art, Cleveland, Ohio, Stati Uniti

## Galleria d'immagini

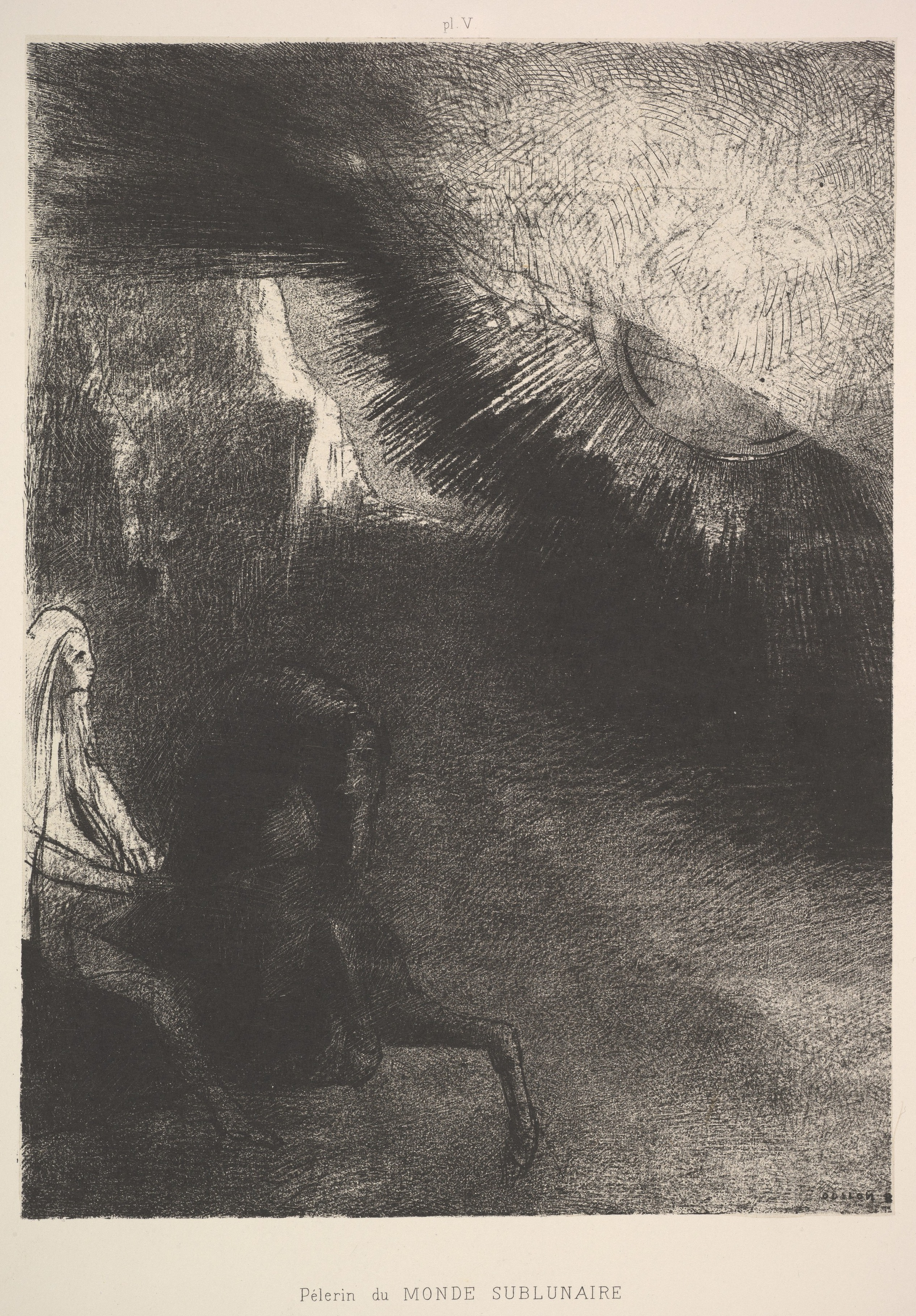
Pellegrino del mondo sublunare, 1891
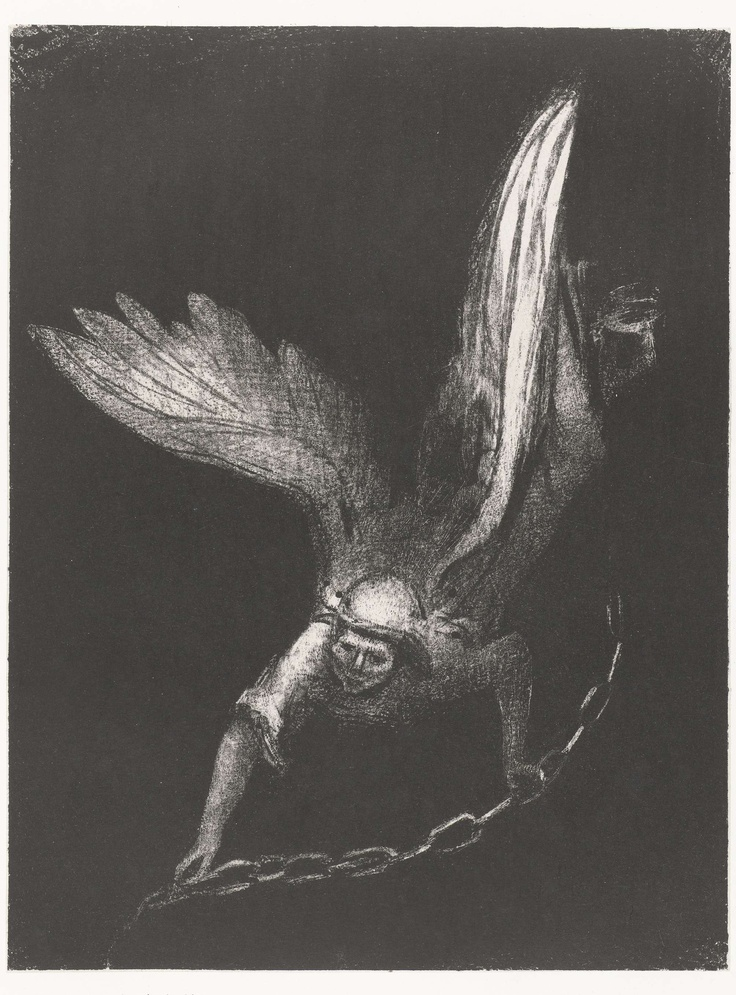
Poi vidi discendere dal cielo un angelo con la chiave dell'abisso e una grande catena in mano. Apocalisse di san Giovanni, 1899
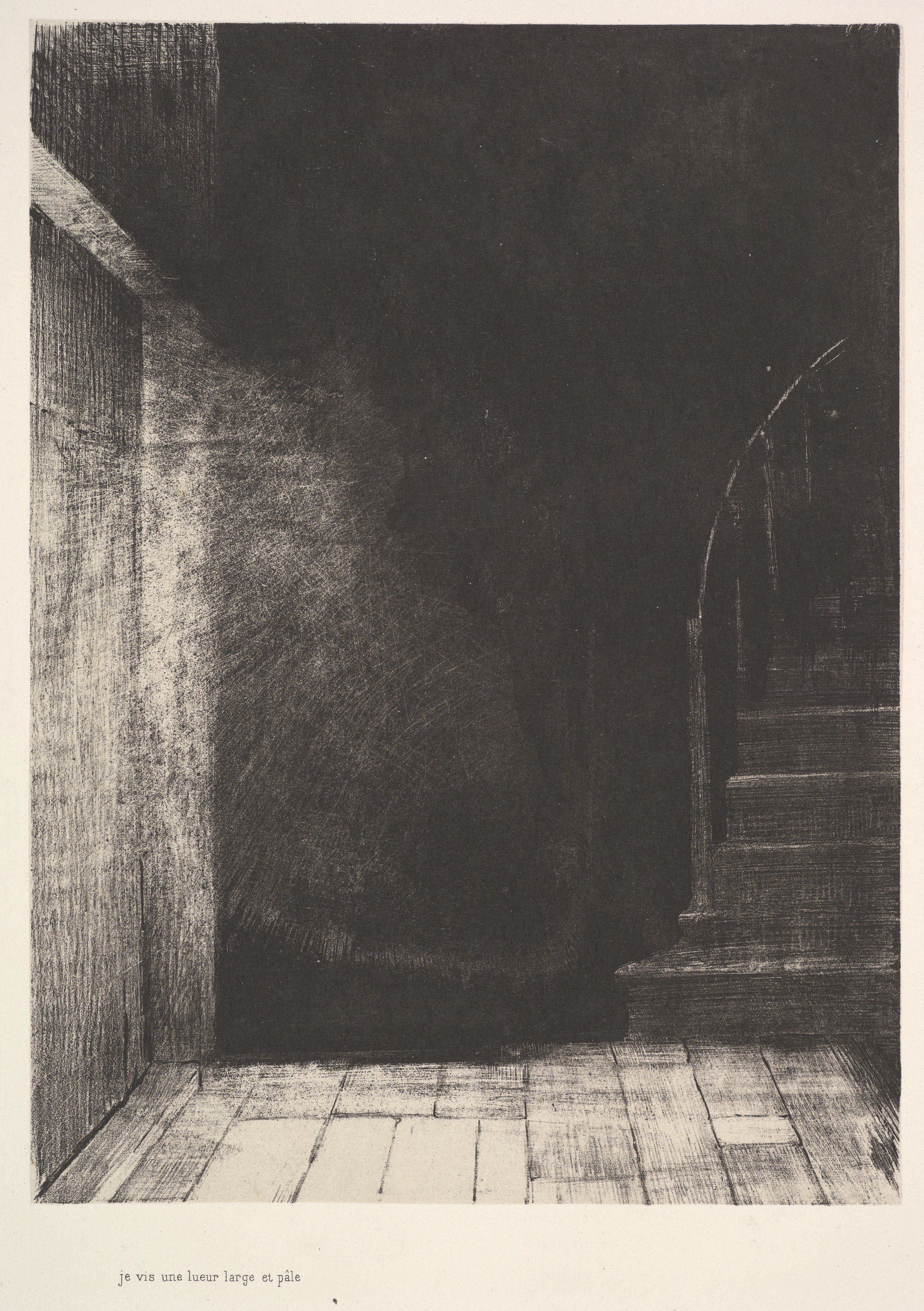
Vidi un bagliore di luce, 1896
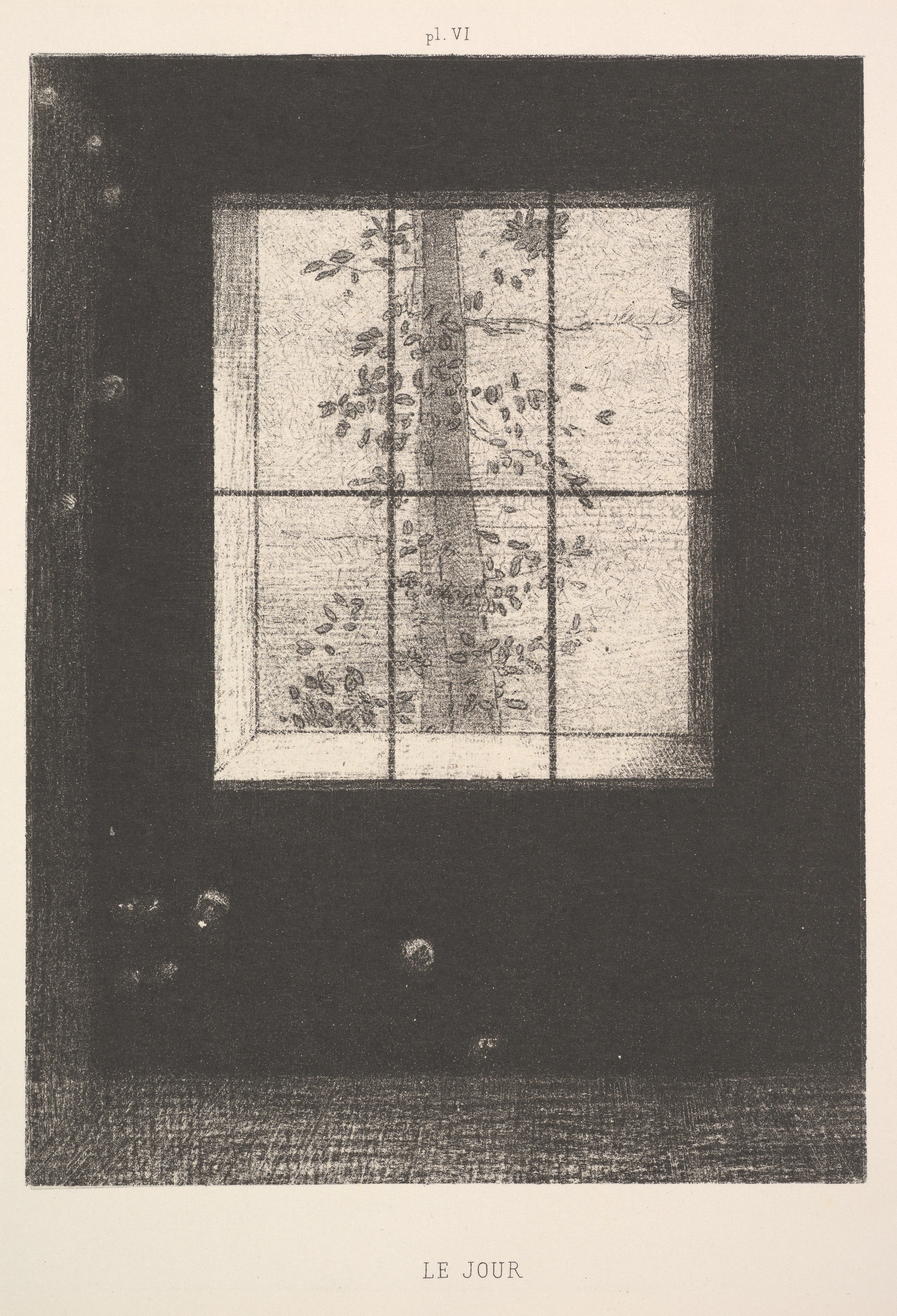
Il giorno, 1891

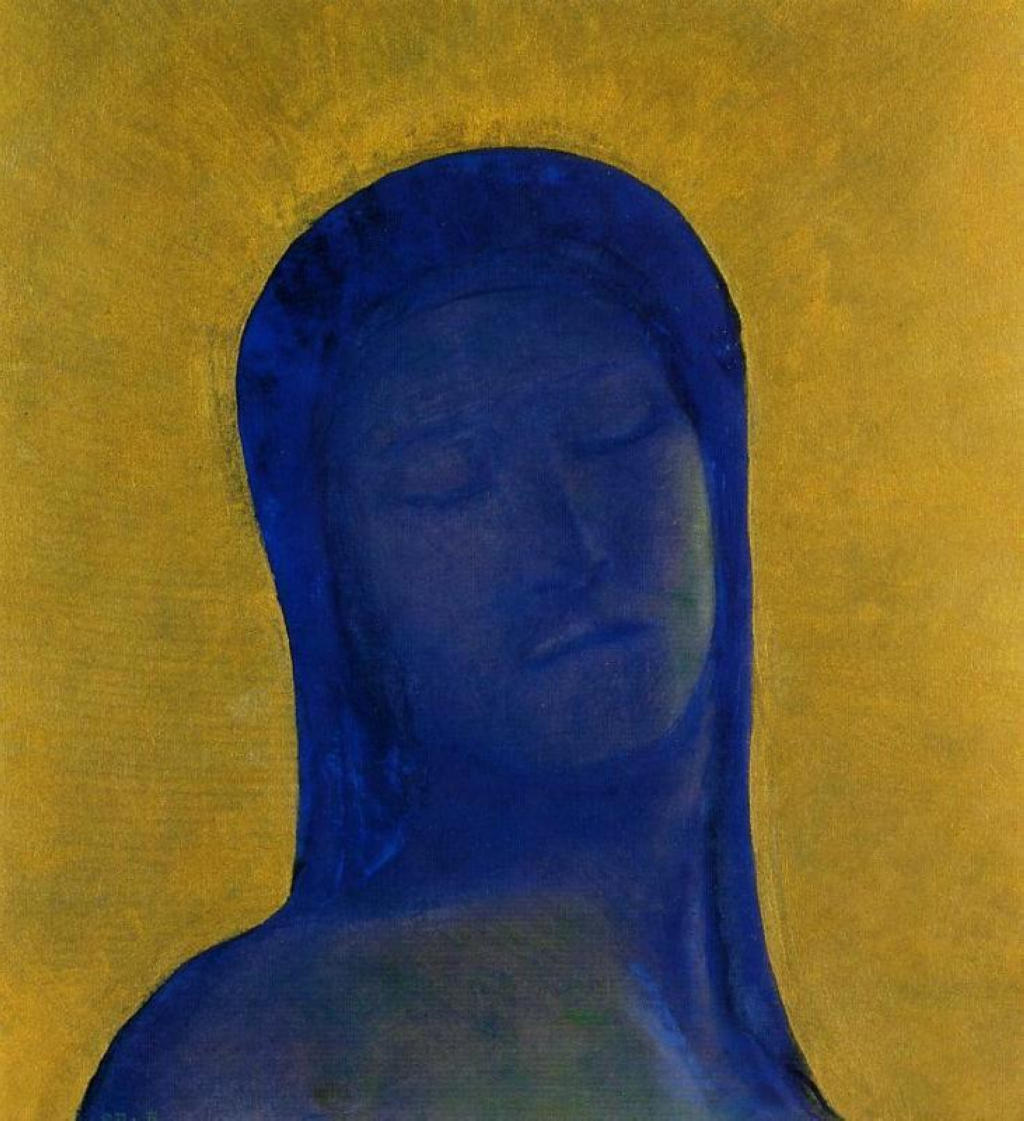
Gli occhi chiusi, 1894
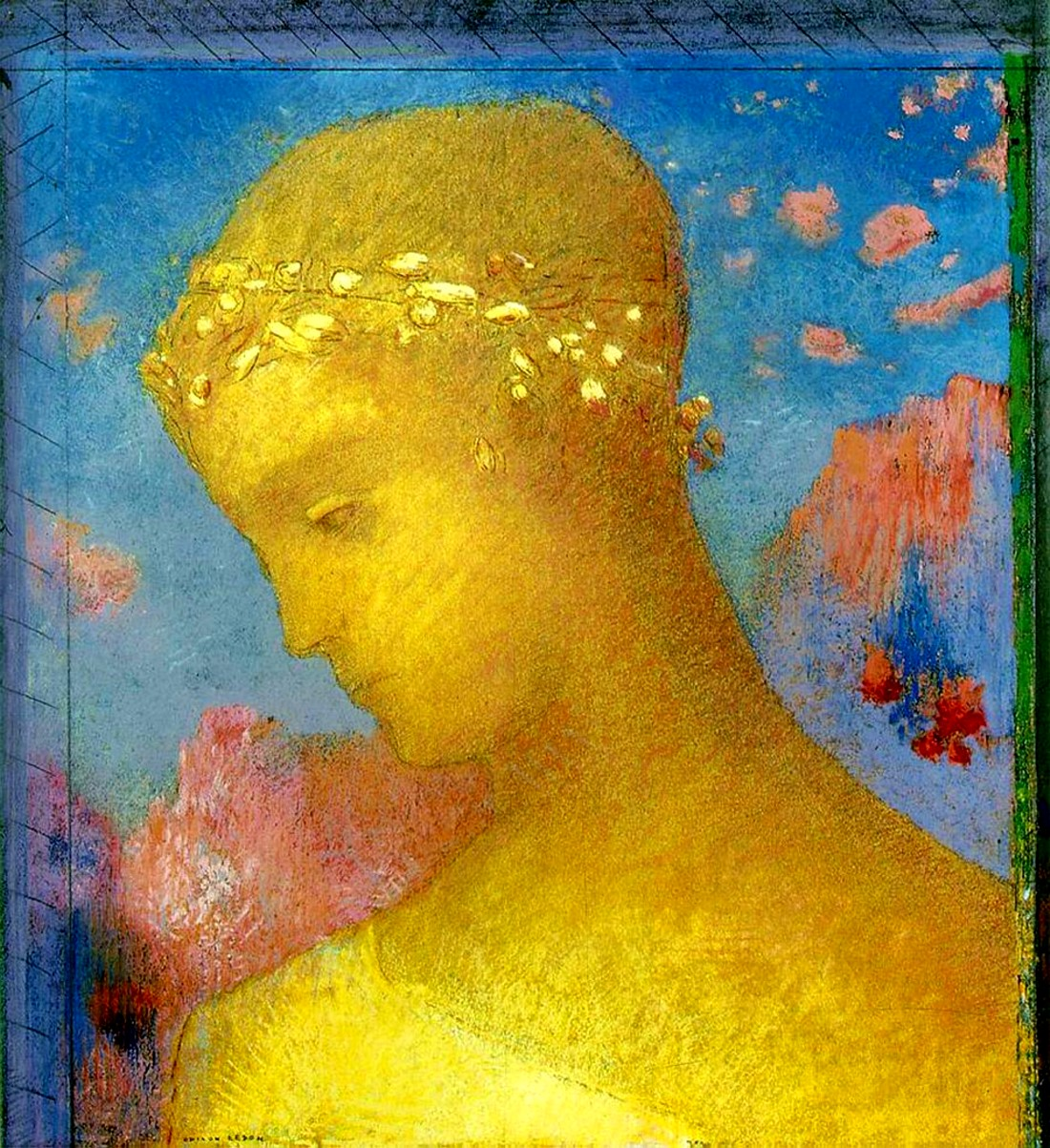
Beatrice, 1855
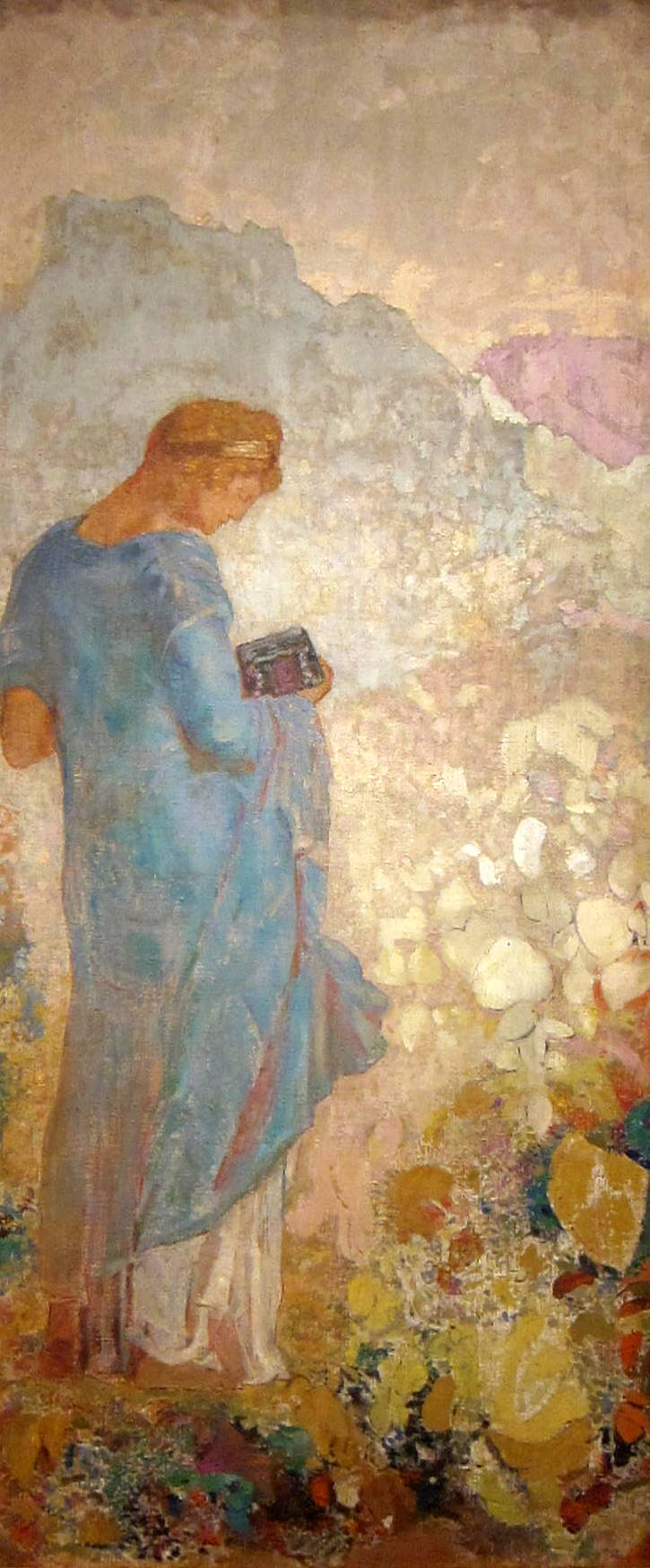
Pandora, 1911
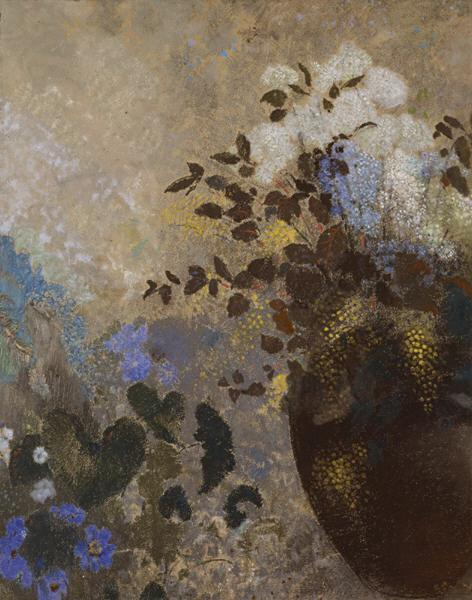
Fiori in un vaso nero, 1910